# Peter Snayers
Peter Snayers, ook Peeter Snaijers genoemd (Antwerpen, 1592 – Brussel, 1666/1667) was een Zuid-Nederlands barokschilder bekend om zijn weergaven van historische gevechtsscènes.
Hij was een leerling van Sebastiaen Vrancx voor hij in 1612 lid werd van het Antwerpse Sint-Lucasgilde. Omstreeks 1628 was Snayers inwoner van Brussel. Aldaar werkte hij voor Isabella van Spanje, en nadien als hofschilder voor kardinaal-infant Ferdinand van Oostenrijk en aartshertog Leopold Wilhelm van Oostenrijk. Snayers werkte ook een aantal keren samen met Peter Paul Rubens waaronder aan het nooit afgewerkte Leven van Hendrik IV (1628–30) en de Torre de la Parada series (circa 1637–1640). Hij schilderde ook portretten van de Brusselse aristocratie evenals landschappen.
Snayers' meest bekende leerling was Adam Frans van der Meulen.
Peter Snayers was een broer van Eduard Snayers.

## Galerij

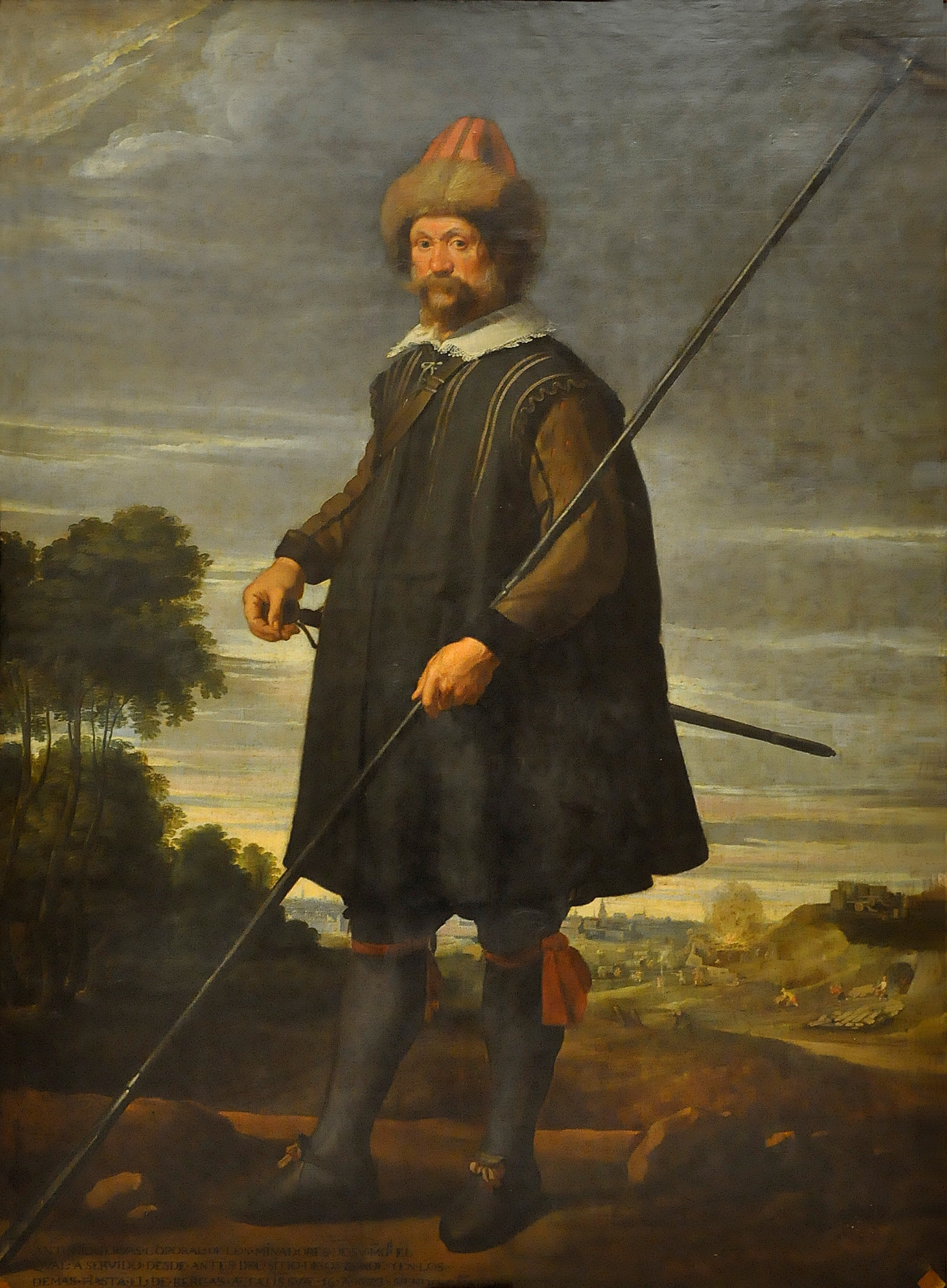
Portret van Antonio Servás, korporaal-sappeur in het Real Academia de Bellas Artes de San Fernando te Madrid
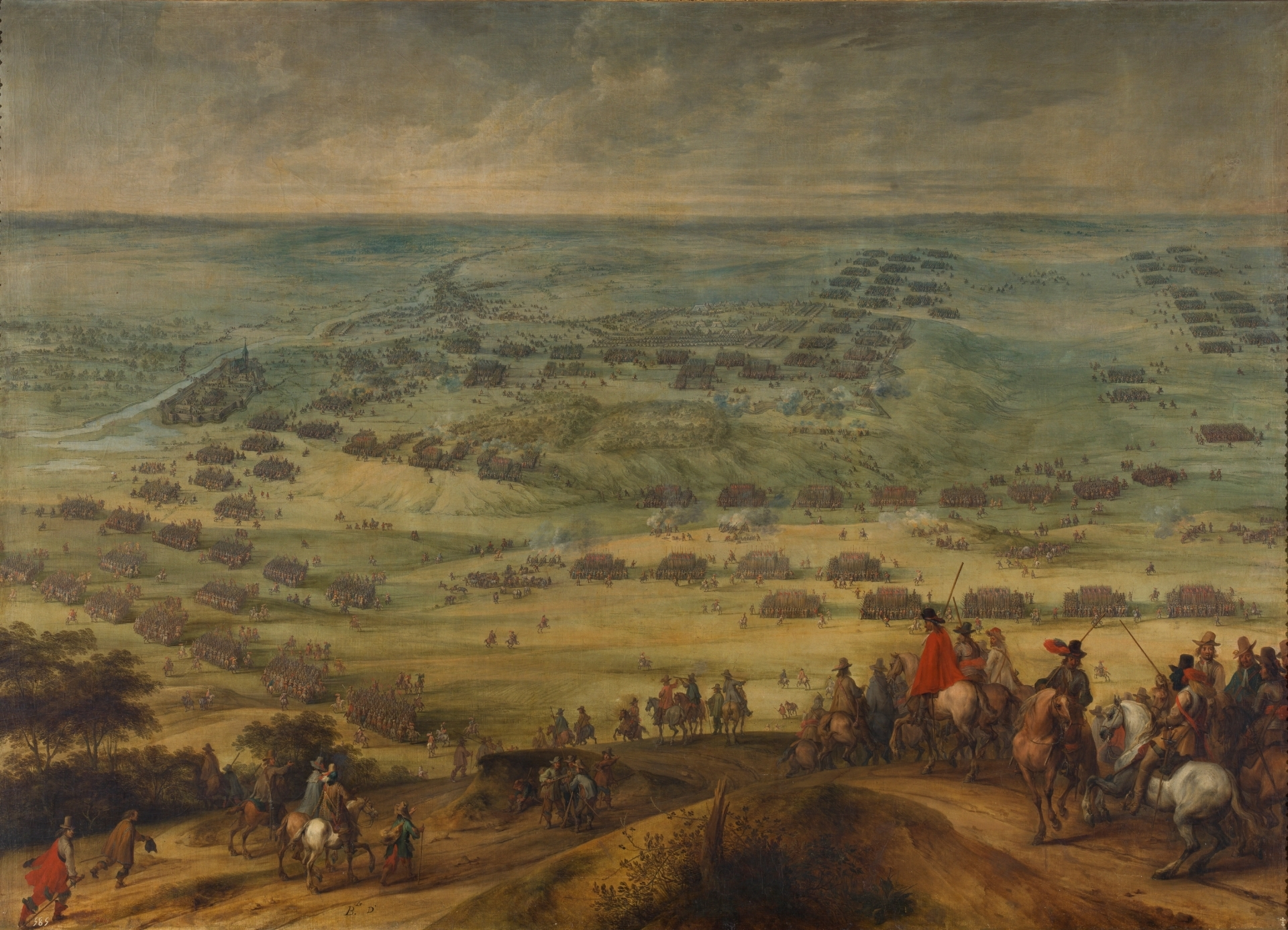
Beleg van Honnecourt, 1629
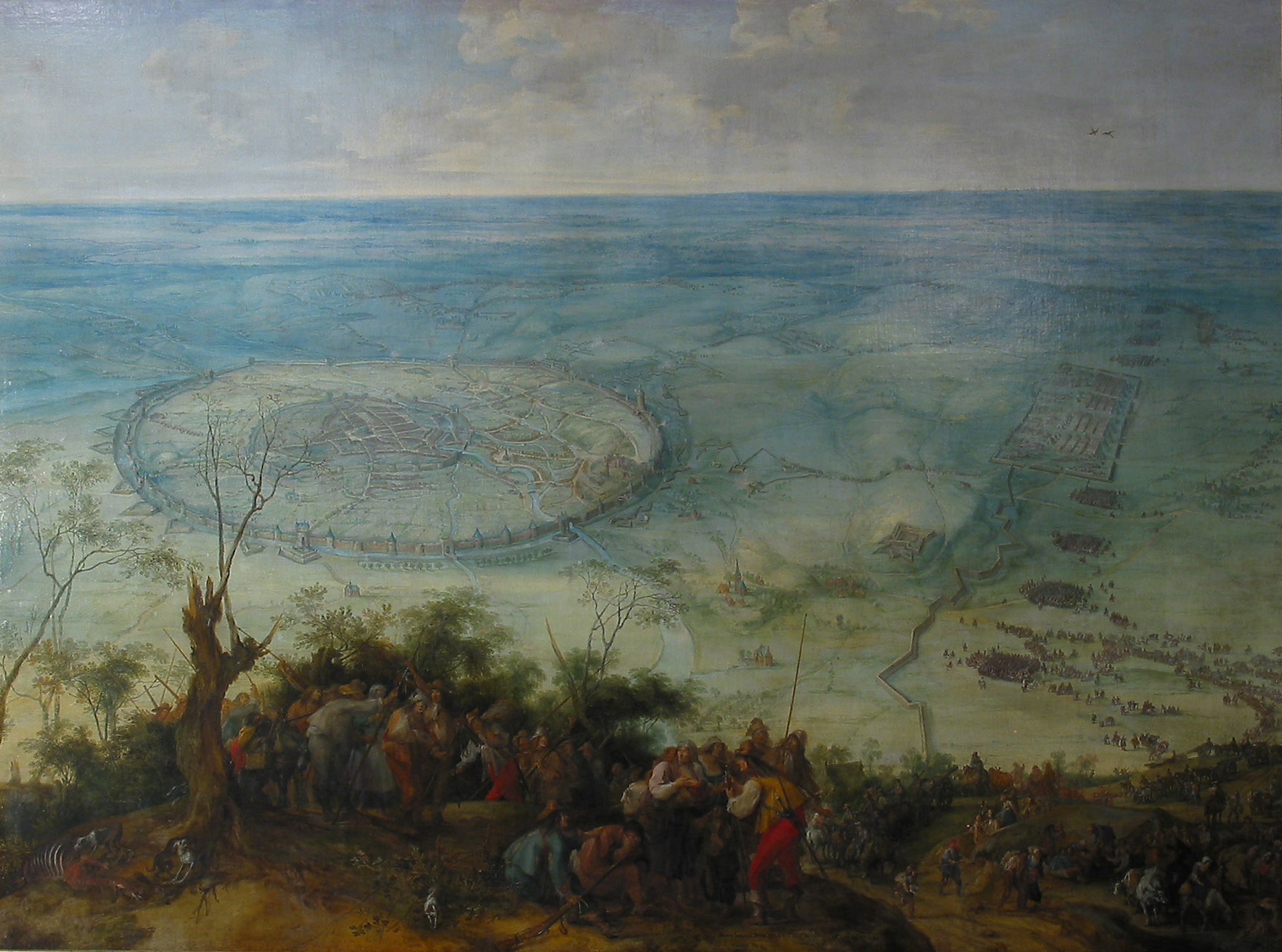
Beleg van Leuven, 1635